# Нароль (гмина)
Нароль (пол. Narol) — городско-сельская гмина (волость) в Польше, входит как административная единица в Любачувский повет, Подкарпатское воеводство. Население — 8449 человек (на 2004 год).

## Демография
| Перепись                       | Всего   | Всего | Женщины | Женщины | Мужчины | Мужчины |
| ------------------------------ | ------- | ----- | ------- | ------- | ------- | ------- |
| Единицы                        | человек | %     | человек | %       | человек | %       |
| Население                      | 8449    | 100   | 4081    | 48,3    | 4368    | 51,7    |
| Плотность населения (чел./км²) | 41,5    | 41,5  | 20      | 20      | 21,5    | 21,5    |

## Поселения
1. Беняшувка
2. Хлевиска
3. Дембины
4. Хута-Ружанецка
5. Хута-Зломы
6. Йенджеювка
7. Кадлубиска
8. Липе
9. Липско
10. Лувча
11. Лукавица
12. Нароль-Весь
13. Пила
14. Плазув
15. Подлесина
16. Руда-Ружанецка
17. Воля-Велька
18. Зломы-Руске